# SpaceX Crew-6
SpaceX Crew-6 — шостий робочий пілотований політ космічного корабля космічний корабель Crew Dragon Endeavour до МКС.

## Запуск
Термін запуску неодноразово переносився протягом близько 6 місяців від встановленої дати. Першу спробу запуску космічного корабля було здійснено 27 лютого 2023 року, однак її було перервано за 2 хв 12 с до запуску через технічні проблеми.
Запуск здійснено 2 березня 2023 року, о 05:34:14 UTC.

## Екіпаж
До МКС доставлено чотирьох членів екіпажу, учасників МКС-68/69.

### Екіпаж
| Космонавт         | Посада           | № польоту | Агентство |
| Стівен Боуен      | Командир корабля | 4         | НАСА      |
| Воррен Гобург     | Пілот            | 1         | НАСА      |
| Султан Аль-Нейаді | Фахівець 1       | 1         | MBRSC     |
| Андрій Федяєв     | Фахівець 2       | 1         | Роскосмос |

### Дублери
| Космонавт         | Посада           | № польоту | Агентство |
| Жасмін Могбелі    | Командир корабля |           | НАСА      |
| Андреас Могенсен  | Пілот            |           | НАСА      |
| Хазза Аль-Мансурі | Фахівець 1       |           | MBRSC     |
| Костянтин Борисов | Фахівець 2       |           | Роскосмос |

## Хід місії
Стикування з модулем Гармоні МКС відбулось 3 березня 2023 року, о 06:40 UTC.
Під час свого перебування в космосі астронавти місії SpaceX Crew-6 наглядали за понад 200 науково-технічними проєктами.

## Завершення місії
3 вересня 2023 року, об 11:05 (UTC), космічний корабель з чотирма космонавтами на борту від'єднався від станції після шестимісячної роботи екіпажу на МКС.
4 вересня 2023 року, об 00:17 за часом Східного узбережжя США (UTC−5), космічний корабель Crew Dragon Endeavour компанії SpaceX з чотирма астронавтами на борту успішно приводнився в Атлантиці біля берегів штату Флорида (США).